# کوزلی (ناحیه تشسکا لیپا)
کوزلی (به چکی: Kozly) یک منطقهٔ مسکونی در جمهوری چک است که در ناحیه تشسکا لیپا واقع شده‌است.